# Unstoppable (pel·lícula de 2010)
Unstoppable és un thriller d'acció estatunidenc del 2010 dirigit per Tony Scott, escrit per Mark Bomback i protagonitzat per Denzel Washington i Chris Pine. La pel·lícula explica la història d'un tren fora de control, i de dos homes (Washington i Pine) que intenten d'aturar-lo. La pel·lícula va ser llançada en els Estats Units i el Canadà el 12 de novembre del 2010. El 2011 va estar nominada a l'Oscar a la millor edició de so.

## Argument
Un experimentat enginyer de ferrocarrils (Denzel Washington) està a punt de ser acomiadat de la seva empresa, però abans coneix el principiant (Chris Pine) que el substituirà. La situació canvia quan un tren ple d'un perillós combustible comença a saltar-se estacions a tota velocitat posant en perill la vida de milers de persones.

## Repartiment
- Denzel Washington com a Frank Barnes
- Chris Pine com a Will Colson
- Rosario Dawson com a Connie Hooper
- Ethan Suplee com a Dewey
- Kevin Dunn com a Oscar Galvin
- Kevin Corrigan com a Inspector Scott Werner
- Kevin Chapman com a Bunny
- Lew Temple com a Ned Oldham
- T. J. Miller com a Gilleece
- Jessy Schram com a Darcy Colson
- David Warshofsky com a Judd Stewart
- Andy Umberger com a Janeway
- Elizabeth Mathis com a Nicole Barnes
- Meagan Tandy com a Maya Barnes
- Aisha Hinds com a coordinador de la Railroad Safety Campaign
- Scott A Martin com a Brewster Dispatcher
- Ryan Ahern com a Ryan Scott
- Jeff Wincott com a Jesse Colson

## Crítica
- " Proporciona una (més o menys) eficaç simulació autocombustible d'acció frenètica, patida per personatges amb aparença de vida interior"[3]
- "És 'Unstoppable' una idiotesa? Probablement, però tan trepidant és el ritme amb què la història assalta la pantalla que és difícil adonar-se'n(...) Puntuació: ★★★★ (sobre 5)"[4]
- "L'últim thriller de Tony Scott resulta ser pur cinema en el sentit més clàssic de la paraula. És una pel·lícula en moviment sobre el moviment, una simfonia d'acció que dona un nou significat a la noció d'una idea fixa"[5]